# دونالد ألين (شاعر)
دونالد ألين (بالإنجليزية: Donald Allen)‏ هو مترجم وشاعر أمريكي، ولد في 1912، وتوفي في 29 أغسطس 2004.